# Habitación en Roma
Pour plus de détails, voir Fiche technique et Distribution.
Habitación en Roma, parfois commercialisé sous son titre anglais Room in Rome ou français Une chambre à Rome, est un film espagnol réalisé  par Julio Medem, sorti en 2010

## Synopsis
Lors d'un séjour à Rome, deux étrangères de passage se rencontrent. L'une (Natasha) russe est hétérosexuelle et l'autre (Alba) espagnole est lesbienne. Une passion torride naîtra entre les deux femmes qui se retrouveront dans une chambre d'hôtel à huis clos pour le dernier jour de leur séjour à Rome, entre sensualité et confidences.

## Fiche technique
- Titre original : Habitación en Roma
- Titre français : Une chambre à Rome
- Titre international : Room in Rome
- Réalisateur : Julio Medem
- Scénario : Julio Medem et Katherine Fugate
- Format : Couleurs
- Durée : 109 minutes (1 h 49)
- Langue : anglais
- Pays :  Espagne
- Date de sortie :
  - Espagne : 7 mai 2010
  - Russie : 23 septembre 2010
  - Brésil : 19 novembre 2010

## Distribution
- Elena Anaya : Alba (VF : Barbara Delsol)
- Natasha Yarovenko : Natasha
- Enrico Lo Verso : Max
- Najwa Nimri : Edurne
- Ander Malles : Niño
- Laura Meizoso : Niña